# Явански черен лангур
Яванският черен лангур още явански лутунг (Trachypithecus auratus) е вид бозайник от семейство Коткоподобни маймуни (Cercopithecidae). Видът е световно застрашен, със статут Уязвим.

## Разпространение
Разпространен е в Индонезия (Бали, Калимантан, Суматра и Ява).